# Nils Christie

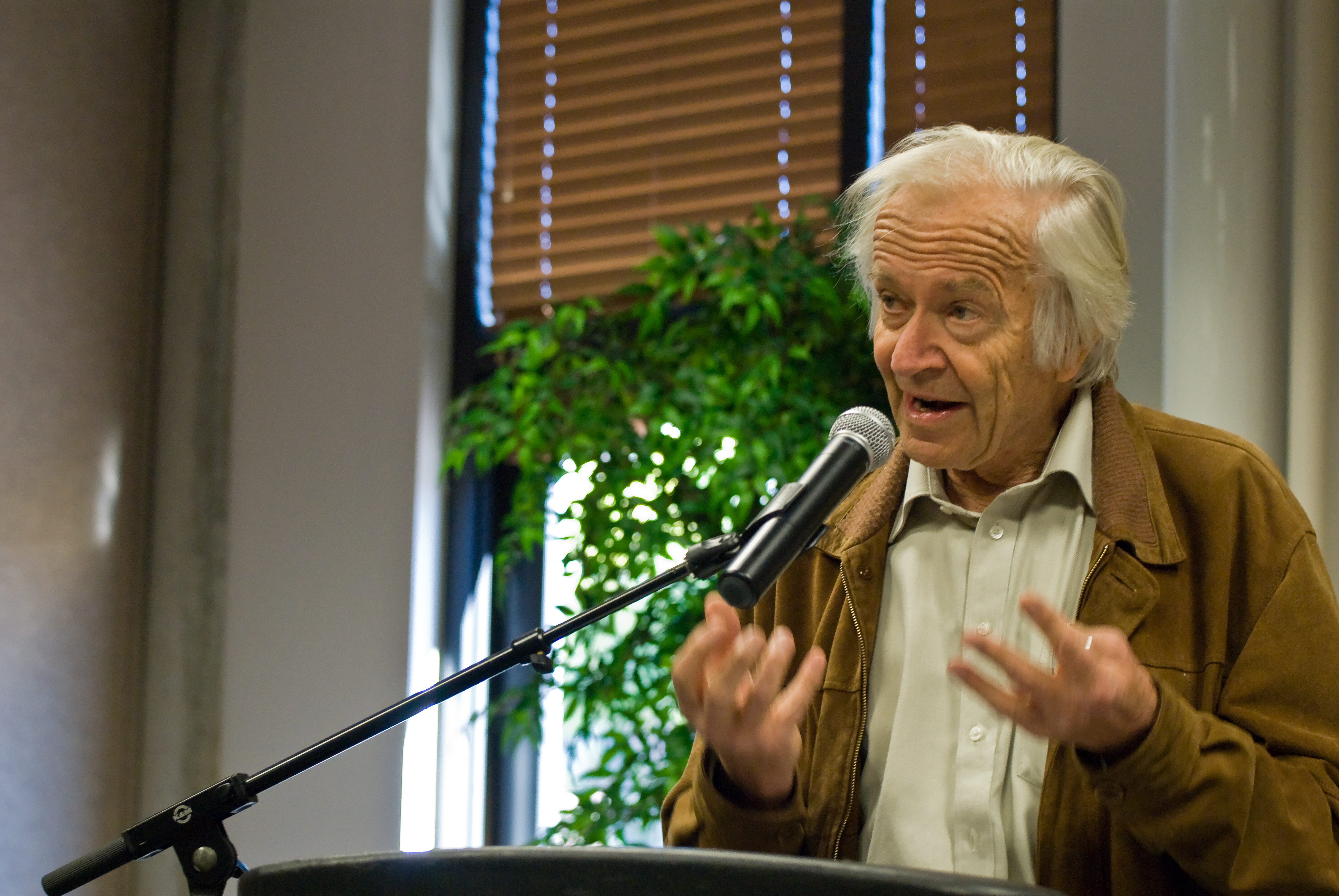
Nils Christie im Oktober 2007 auf dem Third Annual Death Penalty Symposium am Utah Valley State College

Nils Christie (* 24. Februar 1928 in Oslo; † 27. Mai 2015 in Oslo) war ein norwegischer Kriminologe. Zusammen mit Thomas Mathiesen und Louk Hulsman gehörte er zu den bedeutendsten Vertretern des kriminalpolitischen Abolitionismus. In seinen Büchern kritisierte er Strafe, Strafrecht und Strafvollzug.

## Leben
Nach dem Krieg war Christie als Journalist für die Tageszeitung Verdens Gang, die ihren Ursprung in der norwegischen Widerstandsbewegung Hjemmefronten hat. Danach studierte er Soziologie an der Universität Oslo und erwarb 1953 einen Magister-Grad in Soziologie mit einer Studie über Wachmannschaften in Konzentrationslagern. 1960 promovierte er in Oslo mit einer Arbeit über jugendliche Kriminelle in Norwegen. 1966 erhielt er an der juristischen Fakultät der Universität Oslo die erste Professur für Kriminologie an einer norwegischen Universität.
Im Jahr 2001 erhielt er den Fritt-Ord-Preis, der für Verdienste hinsichtlich der Redefreiheit verliehen wird.

## Schriften in deutscher Übersetzung
- Wenn es die Schule nicht gäbe. Ketzerisches zur Schulreform. List, München 1974.
- Die versteckte Botschaft des Neo-Klassizismus. In: Kriminologisches Journal, Jg. 15 (1983), Heft 1, S. 14–33.
- Grenzen des Leids. AJZ-Verlag, Bielefeld 1986, ISBN 3-921680-62-X.
- (mit Kettil Bruun): Der nützliche Feind. Die Drogenpolitik und ihre Nutznießer. AJZ-Verlag, Bielefeld 1991, ISBN 3-921680-82-4.
- Kriminalitätskontrolle als Industrie. Auf dem Weg zu Gulags westlicher Art. Centaurus Verlagsgesellschaft, Pfaffenweiler 1995, ISBN 3-89085-978-X.
- Wieviel Kriminalität braucht die Gesellschaft? C. H. Beck, München 2005, ISBN 3406527876.